# Taufsteinstraße 10 (Borsdorf)

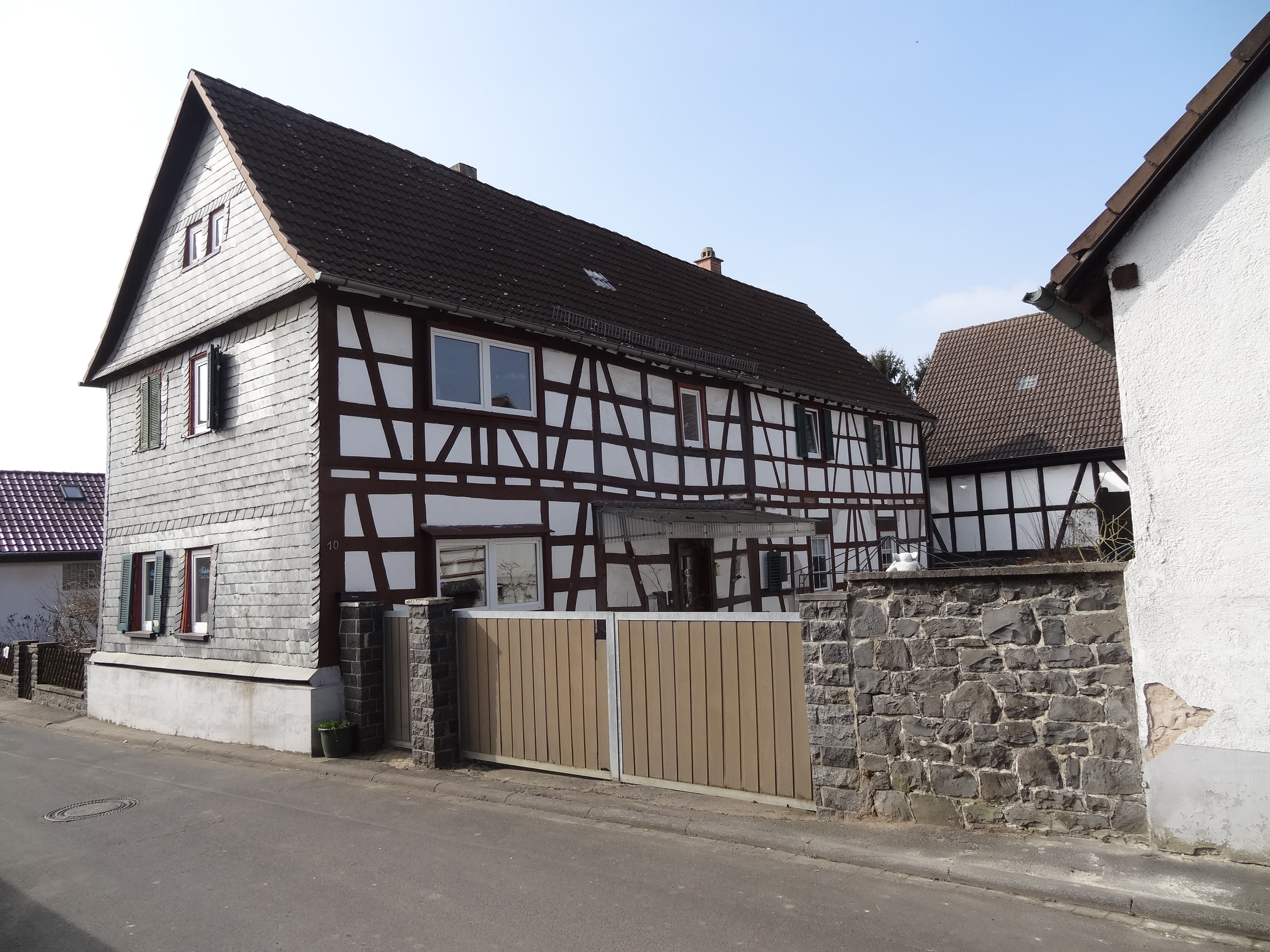
Hofreite von Südosten

Die Fachwerkhofreite in der Taufsteinstraße 10 in Borsdorf, einem Stadtteil von Nidda, im Wetteraukreis zeigt sich in ihrer Einheitlichkeit als typische Hofanlage des frühen 19. Jahrhunderts in der Region. Sie ist etwa um 1820 entstanden.
Das großvolumige langgezogene und zweigeschossige Wohnhaus des geschlossenen Dreiseithofes steht giebelständig zur Straße und schließt mit einem Satteldach ab. Es ruht auf einem Bruchsteinsockel und ist an der Giebelseite und der Westseite verschindelt. An der Hofseite zeigt das Gebäude regelmäßiges Fachwerk und gesimsartig feines Karnies ohne Übersetzungen zwischen den Stockwerken. Das Fachwerk ist in dunklem Braun gestrichen und mit dreinzinkigen Abbundzeichen markiert. Die Gefache sind weiß gehalten. Die beiden rechten Fenster der an sich dreizonig angeordneten Giebelseite fehlen.
Die komplett erhaltene Scheune begrenzt die Rückseite des Hofes nach Norden und das ebenso komplett erhaltene Nebengebäude schließt die Baugruppe an der östlichen Seite ab. Das große Tor der Scheune ist ein Hinweis auf die großen Geräte zur Zeit des Beginns industrieller Landwirtschaft.
Die Hofanlage ist aufgrund ihrer typischen Art aus wissenschaftlichen Gründen als Kulturdenkmal ausgewiesen.